# واسیلی کالینیکف
واسیلی کالینیکف (روسی: Васи́лий Серге́евич Кали́нников؛ ۱ ژانویهٔ ۱۸۶۶ – ۲۹ دسامبر ۱۹۰۰) آهنگساز اهل امپراتوری روسیه بود.